# Borze
Borze – istniejąca dawniej miejscowość (wieś) w Polsce, na terenie obecnego województwa mazowieckiego, powiat węgrowski, gmina Wierzbno. 
Atlas geograficzny ilustrowany Królestwa Polskiego (1903–1907) lokuje ją między Sulkami a Skarżynem Borze nie figuruje już jako miejscowość w wykazie z 1921 roku.
W latach 1867–1954 istniała gmina Borze. Zapewne nazwę gminy utworzono od nazwy tej miejscowości, lecz siedzibą gminy Borze przynajmniej od 1880 był Roguszyn Stary.